# Flawiusz Arrian
Flawiusz Arrian (gr. Ἀρριανός Arrianos, łac. Lucius Flavius Arrianus, ur. ok. 86, zm. 160 lub ok. 95–175) – grecki historyk z czasów Antoninów, autor wielu cennych pism, głównie historycznych.  

## Życie i działalność
Po ojcu obywatel rzymski, pochodził z Nikomedii w Bitynii (dzisiejsza Turcja północno-zachodnia), gdzie sprawował dożywotnio funkcję kapłana Demeter i Kory. Za rządów Hadriana pełnił wiele odpowiedzialnych funkcji w wojsku i administracji rzymskiej (jako dowódca oddziałów rzymskich w Afryce, nad Renem i Dunajem, członek senatu, w 130 konsul, w latach 131–137 namiestnik Kapadocji (legatus Augusti pro praetore), gdzie kierował walką z Alanami). Po 137 r. osiadł w Atenach, gdzie nabył prawa obywatelskie i godność m.in. archonta eponima i prytana. Lukian w Fałszywym proroku Aleksandrze mówi o Arrianie jako o uczniu Epikteta, jednym z najznakomitszych Rzymian, który przez całe życie oddawał się nauce i literaturze.

## Styl i język

Alexandri anabasis, 1575

Pisał po grecku w dialekcie attyckim, zgodnie z modą epoki (jednak bez tzw. hiperattycyzmów); jedynie Indike napisał w dialekcie jońskim. Wczesna twórczość pozostawała pod wpływem Epikteta, później pozostawał pod przemożnym wpływem Ksenofonta, którego naśladował zarówno pod względem stylu jak i formy (ale także w życiu i charakterze). Arrian pisał zwięźle, przejrzyście i wartko, unikając przeładowanej retoryki, dzięki czemu już współcześni uważali go za pisarza wybitnego. Widziano w nim „nowego Ksenofonta”. Wzorował się na nim Kasjusz Dion, który napisał jego żywot; wysławiał go Temistios, kontynuował jego pracę (Historię po Aleksandrze) Deksippos. Jako autor wciąż pozostawał w lekturach aż do czasów Tzetzesa (XIII w.).
Pierwsze pisma (Diatryby Epikteta i Rozmowy) stanowią kwintesencję oraz ważne źródło do poznania filozofii Epikteta. W okresie namiestnictwa w Kapadocji napisał Żeglugę dookoła Pontu Euksyńskiego – periplus opisujący żeglugę wokół Morza Czarnego oraz Alanike – traktat wojskowy powstały na podstawie doświadczeń w walkach z Alanami.
Jego najsłynniejsze dzieło to powstała w Atenach Wyprawa Aleksandra Wielkiego (lub Anabaza Aleksandra, gr. Ἀλεξάνδρου ἀνάβασις), opisujące życie i czyny Aleksandra Macedońskiego. Arrian odstępuje w nim od rozpowszechnionego przez Klitarcha wizerunku zdobywcy Azji, odwołując się do źródłowych pism dowódców Aleksandra – Ptolemeusza i Arystobulosa. Wychodząc z założenia, że prawdziwa wielkość nie wymaga upiększeń i przejaskrawień, uwzględnił wszelkie cechy Aleksandra Wielkiego, włącznie z ujemnymi. Zachowując obiektywizm i sięgając głęboko do źródeł, zyskał sobie opinię dobrego historyka. Np. Focjusz tak ocenił styl pisarski Arriana:

Autor nie ustępuje żadnemu z tych pisarzy, którzy są najlepsi w kompozycji dzieła historycznego. Jest znakomity, jeśli chodzi o zwięzłość narracji (...). Styl ma jednolity, wybrzmiewający wielkością (...) Krótko mówiąc, jeśli ktoś dojdzie do czytania dzieł historycznych autora, zobaczy, że jest wielu pisarzy, także wśród starożytnych, którzy stoją na poziomie niższym od tego, jaki on osiągnął.

Na język polski tłumaczony był przez W. Klingera, L. Joachimowicza, H. Gesztoft-Gasztold.

## Dorobek twórczy
- Diatryby Epikteta (Rozmowy z Epiktetem[2], Diatribai Epiktetu) – w 8 księgach (zachowane pierwsze 4 księgi)[8].
- Rozmowy (Homiliai) – w 12 księgach, dzieło nie zachowane do naszych czasów[9].
- Podręcznik (Encheiridion) – wyciąg z dwóch powyższych pism.
- Dzieje Bitynii (Bithyniaka) – w 8 księgach, zachowane we fragmentach. Napisane jako czwarte w kolejności dzieło Arriana, zawierające mity i wydarzenia dotyczące ojczystej Bitynii, gdzie autor zamieszcza opis swego rodu wywodzącego się z Nikomedii, kończąc na śmierci Nikomedesa; wspomina też o dwóch innych swych niezachowanych pismach.
- Dzieje Partii (Parthiaka) – w 17 księgach (zachowane nieliczne fragmenty), obejmujące głównie czasy Trajana, lecz i sięgające wstecz do wypraw Krassusa i Antoniusza.
- Żegluga dookoła Pontu Euksyńskiego (Periplus Eukseinu Pontu) – zredagowane po łacinie w formie listu, urzędowe sprawozdanie dla cesarza z podróży inspekcyjnej, z wyliczeniem miejscowości, odległości, ludów, rzek. Arrian częściowo skompilował to pismo z dawniejszych źródeł (Menippos z Pergamonu), „dodając od siebie tylko kwiatki stylistyczne”[10].
- Taktyka – napisana w 136 roku i będąca parafrazą innego pisma o tym samym tytule, autorstwa Eliana (z opisem taktyki Greków i Macedończyków), które z kolei było kompilacją podręcznika taktyki Asklepiodotosa (o falandze). Arrian skrócił tekst długich okresów Asklepiodota, dodał swe wtręty objaśniające techniczne terminy wojskowe z dołączeniem kilku własnych opisów manewrów kawaleryjskich. Ta swoista instrukcja wojskowa łączyła się z Alanike.
- Alanike (Szyk przeciw Alanom) – zachowana w drobnym fragmencie bizantyńskiego Zbioru Taktyków[2].
- Wyprawa Aleksandra Wielkiego (Anabasis Aleksandru) – w 7 księgach, stylistycznie wzorowana na Anabasis Ksenofonta.
- Historia czasów po Aleksandrze (Ta met' Aleksandron) – w 10 księgach, niezachowana, oparta na historii diadochów autorstwa Hieronima z Kardii.
- Opis Indii (Indike) – dzieło napisane w naśladującym Herodota dialekcie pseudojońskim, na podstawie źródłowych pism Nearchosa, Megastenesa i Eratostenesa, a także niewymienionego tam Arystobulosa, daje prosty i bezpośredni opis wiernej służby wojskowej o heroicznym i odkrywczym zabarwieniu. Największą wartość ma część sprawozdania Nearcha o żegludze od ujścia Indusu aż do Eufratu[11].
- O polowaniu (Kynegetikos) – oparte na traktacie Ksenofonta O łowiectwie.
- Biografia rozbójnika Tilliborosa – niezachowana.
- Czyny Koryntyjczyka Tymoleona z Sycylii – nie zachowane[12].
- Czyny Diona z Syrakuz – nie zachowane[13].